# Ulica Rwańska w Radomiu
Ulica Rwańska w Radomiu – ulica w Radomiu w dzielnicy Miasto Kazimierzowskie, jedna z najstarszych ulic Radomia.
Ulica Rwańska biegnie od placu Kazimierza Wielkiego do Rynku. Posiada status drogi gminnej. Długość ulicy wynosi około 245 metrów.

## Historia
Ulica Rwańska została wytyczona pod koniec XIV lub na początku XV w. Wychodzi ze środka wschodniej pierzei Rynku, łącząc go z dawnym przedmieściem lubelskim. Od lokacji Nowego Radomia w XIV w. do początku XIX w. od wschodu oś ulicy zamykała brama lubelska – jedna z trzech, obok piotrkowskiej i iłżeckiej (krakowskiej) bram miejskich Miasta Kazimierzowskiego. W okresie międzywojennym i wcześniej ulica miała charakter handlowo-rzemieślniczy i była zamieszkana głównie przez Żydów.

## Nazwa
Etymologia nazwy ulicy nie jest jasna. Nazwa ta może mieć charakter topograficzny i wywodzić się od słowa rwa oznaczającego dół, wykop, grób czy rów – pierwotnie droga była ścieżką prowadzącą przez cmentarz znajdujący się wokół kościoła farnego św. Jana. Inna możliwość to związek z określeniami typu rwisko, urwisko i pochodnymi. Nazwa ulicy wzmiankowana jest w lustracji Radomia z 1554. Nazwa ulicy jest również nietypowa z tego względu, że w miastach średniowiecznych ulice prowadzące od rynku do bramy otrzymywały zazwyczaj nazwę miasta, w kierunku którego wiodła brama.
Historyczne zmiany nazwy ulicy:
- XIV/XV w. – 1942: ul. Rwańska
- 1942 – 1945: Johannisgasse[4][8]
- od 1945: ul. Rwańska

## Architektura
Pierwotna zabudowa ulicy nie zachowała się, jednak badania archeologiczne i przekazy źródłowe wskazują na konstrukcje drewniane osadzone na fundamentach z kamienia polnego. W 1554 przy ulicy Rwańskiej stało 27 drewnianych domów, materiał ten dominował w jej zabudowie również na początku XIX wieku.
Obecnie najbardziej rozpowszechnionym typem zabudowy są zachowane klasycystyczne domy z epoki Królestwa Polskiego (I poł. XIX w.) powstałe w wyniku realizacji założeń planu regulacyjnego Radomia z 1822. Najstarszym budynkiem usytuowanym przy ulicy Rwańskiej jest kościół farny, wzniesiony w latach 1360–1370 z fundacji Kazimierza Wielkiego, założyciela Nowego Radomia. Od strony ulicy, na placu przed kościołem farnym stoi rokokowa figura św. Jana Nepomucena. Oś ulicy od strony zachodniej zamyka Pomnik Czynu Legionów – monument upamiętniający poległych żołnierzy Legionów Polskich, odsłonięty w 1930, zniszczony przez okupanta hitlerowskiego w 1940, odbudowany w 1998.

### Zabytki
Rejestr zabytków
W rejestrze zabytków Narodowego Instytutu Dziedzictwa znajdują się również poniższe obiekty położone przy ulicy Rwańskiej:
- nr 1a (Rynek 16) – dom z oficyną
- nr 3 (Szewska 6) – dom
- nr 2 (Rynek 15) – dom z oficynami, 1. poł. XIX w.
- nr 4 (Rynek 14 / Grodzka 1) – kamienica z oficynami
- nr 6 – kościół farny św. Jana Chrzciciela
- nr 8 – dom, 2. poł. XIX w.
- nr 19 – kamienica, 1868
- nr 23 – dom z oficynami, XVIII w.

Gminna ewidencja zabytków
Do Gminnej Ewidencji Zabytków Miasta Radomia, oprócz obiektów z rejestru zabytków, wpisane są też obiekty:
- nr 5 – dom murowany, 1820–1830
- nr 6 – dom murowany, poł. XIX w.
- nr 7 – dom murowany, 1818–1823
- nr 9 – kamienica, 1826–1927, 2. poł. XIX w.
- nr 10 – dom murowany, ok. 1823
- nr 11 – dom murowany, 2. poł. XIX w.
- nr 12 – dom murowany, ok. 1823
- nr 13 – dom murowany, ok. 1828
- nr 14 – dom murowany, ok. 1828
- nr 15 – dom murowany, 1. poł. XIX w.
- nr 16 – dom murowany, ok. 1823, koniec XIX w.
- nr 17 – dom murowany, poł. XIX w.
- nr 18 – dom murowany, 1812, 1821
- nr 16/18 – fragment murów obronnych, 2. poł. XIV w.
- nr 21 – dom murowany, poł. XIX w.
- nr 25 – dom murowany, 1. poł. XIX w.

## Galeria

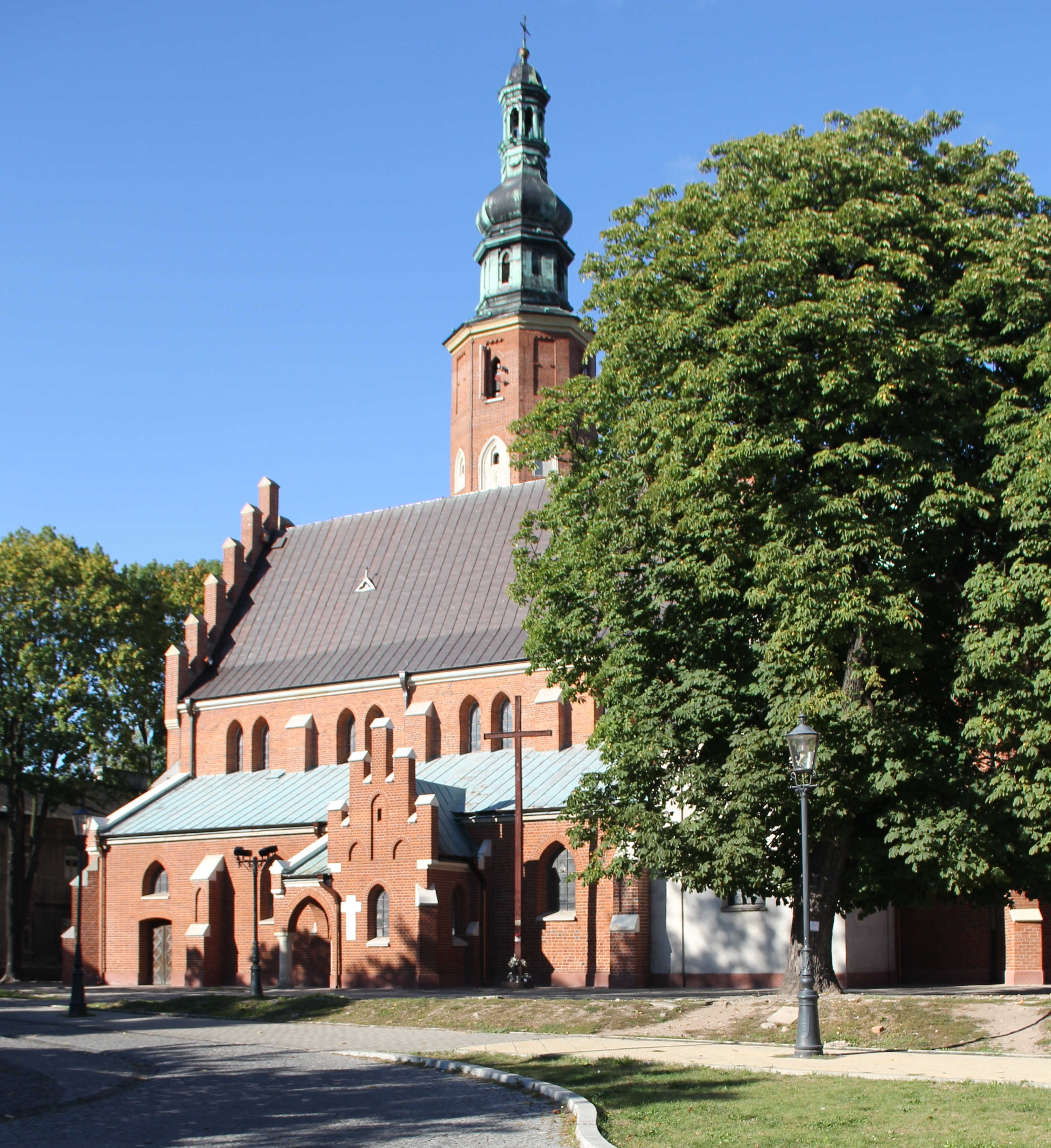
Kościół farny św. Jana Chrzciciela.
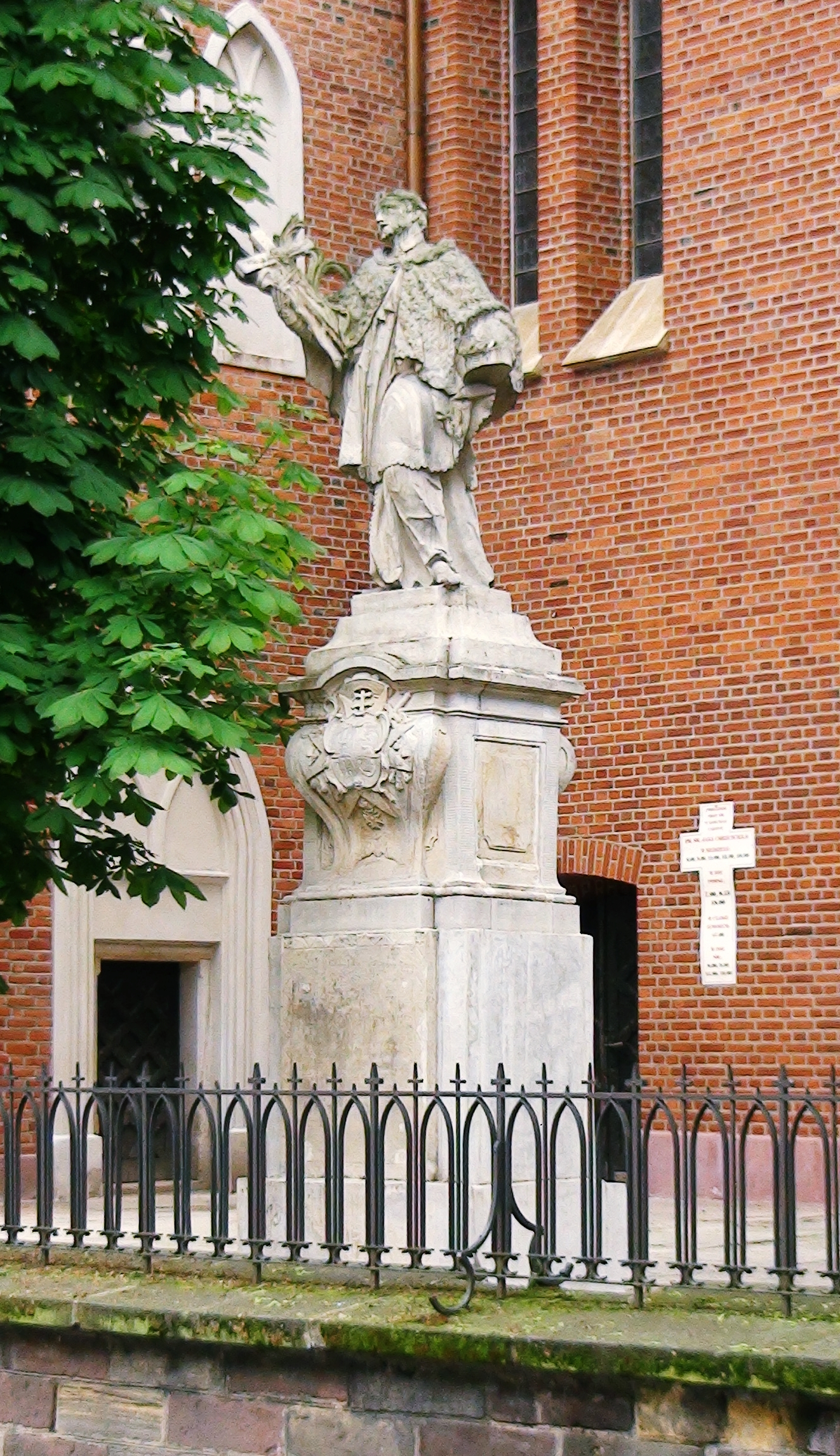
Figura św. Jana Nepomucena
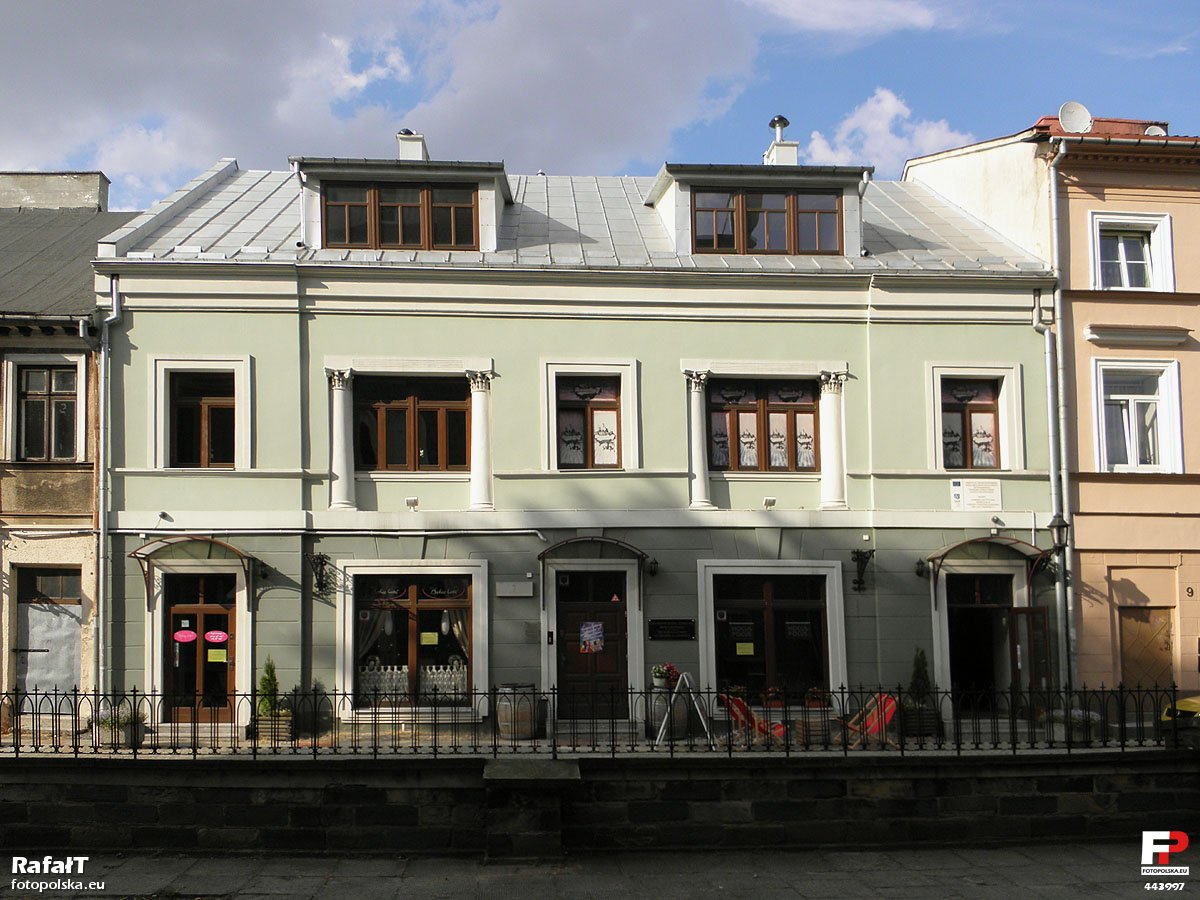
Klasycystyczna kamienica z I poł. XIX w.
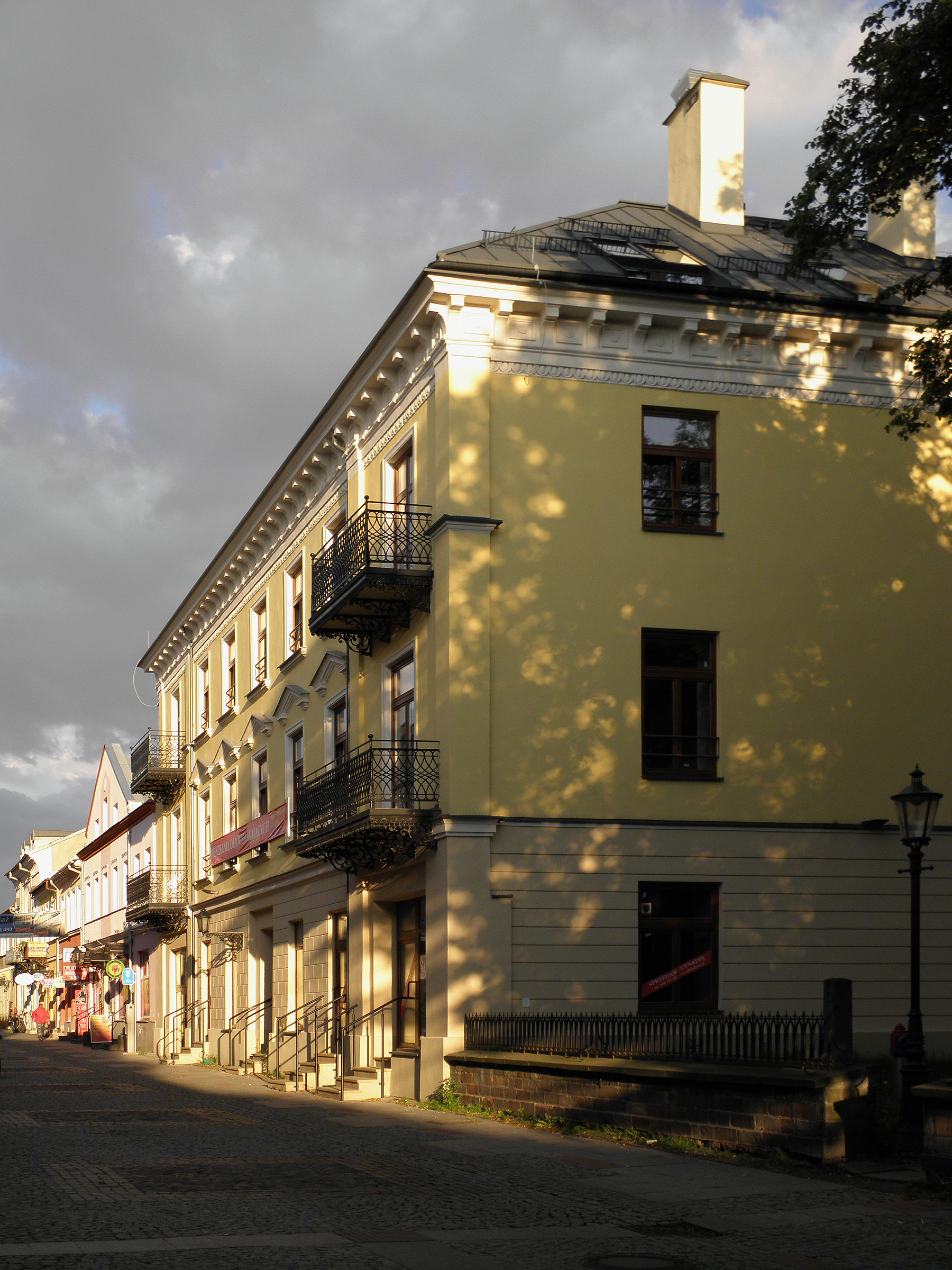
Eklektyczna kamienica z II poł. XIX w.
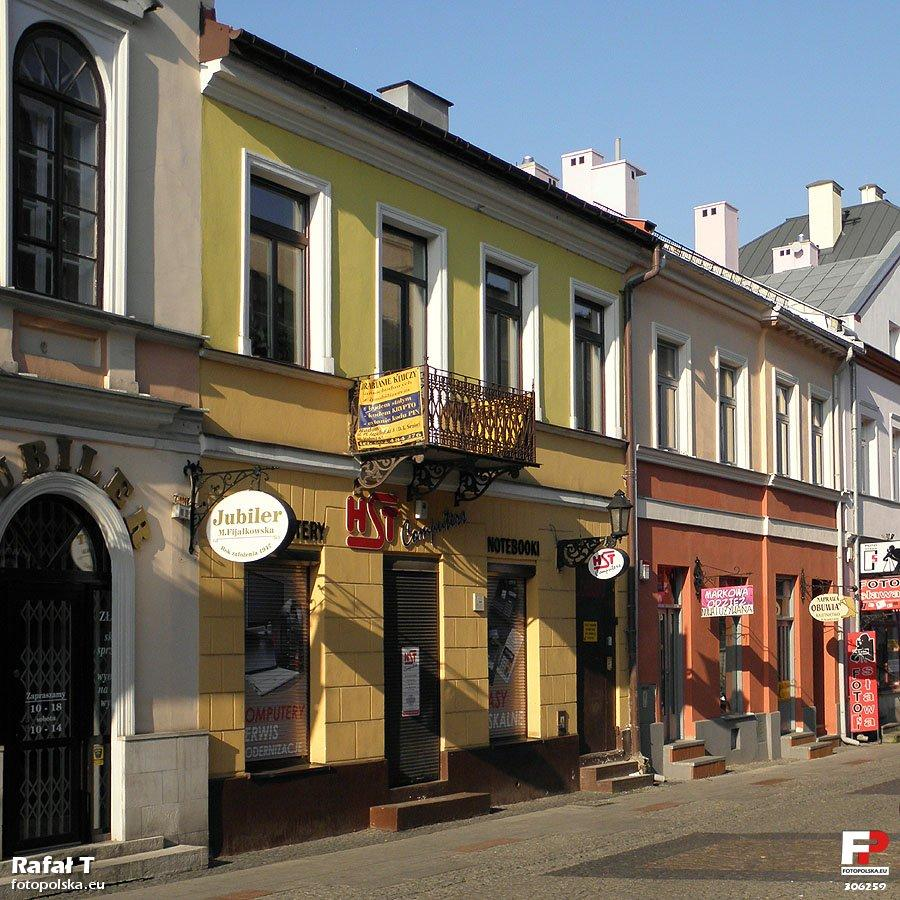
Klasycystyczne kamienice z I poł. XIX w.
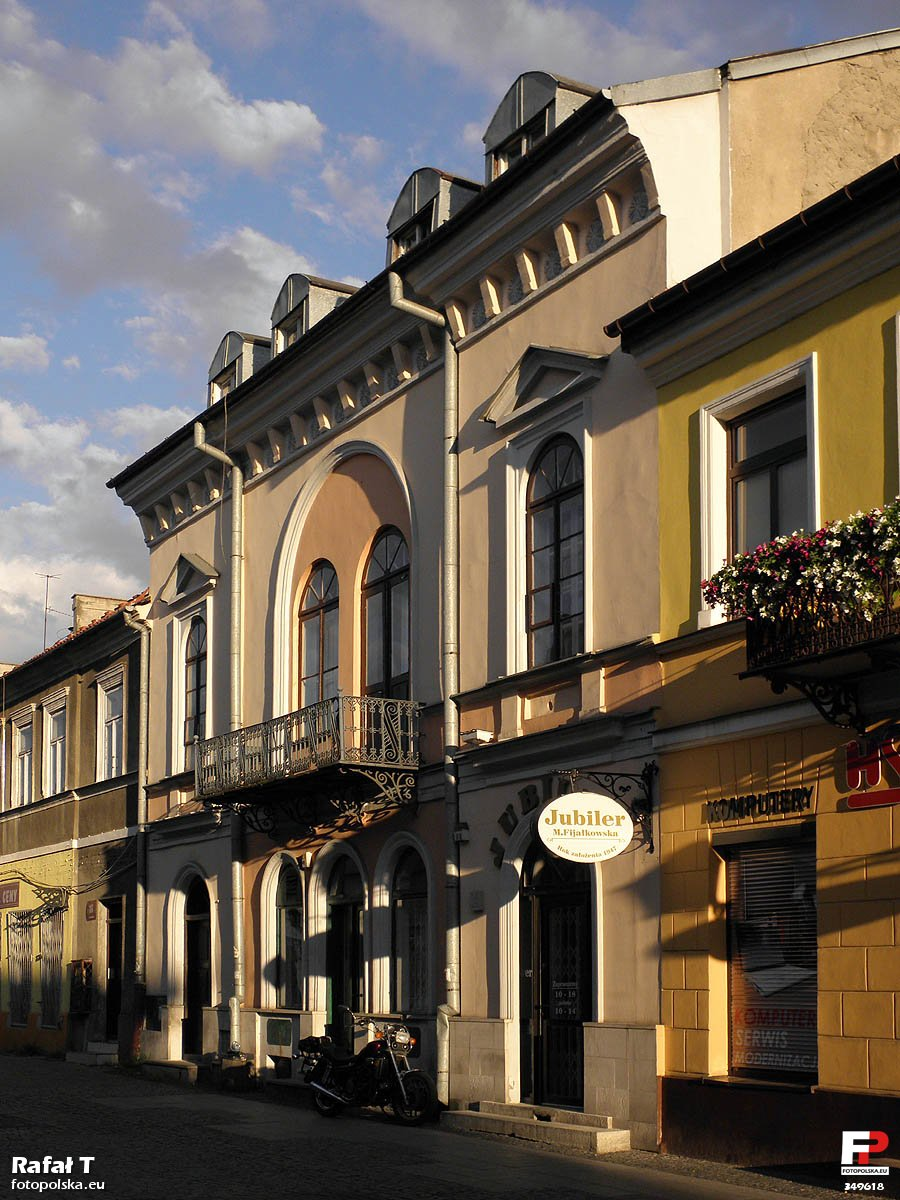
Kamienica z XIX w.
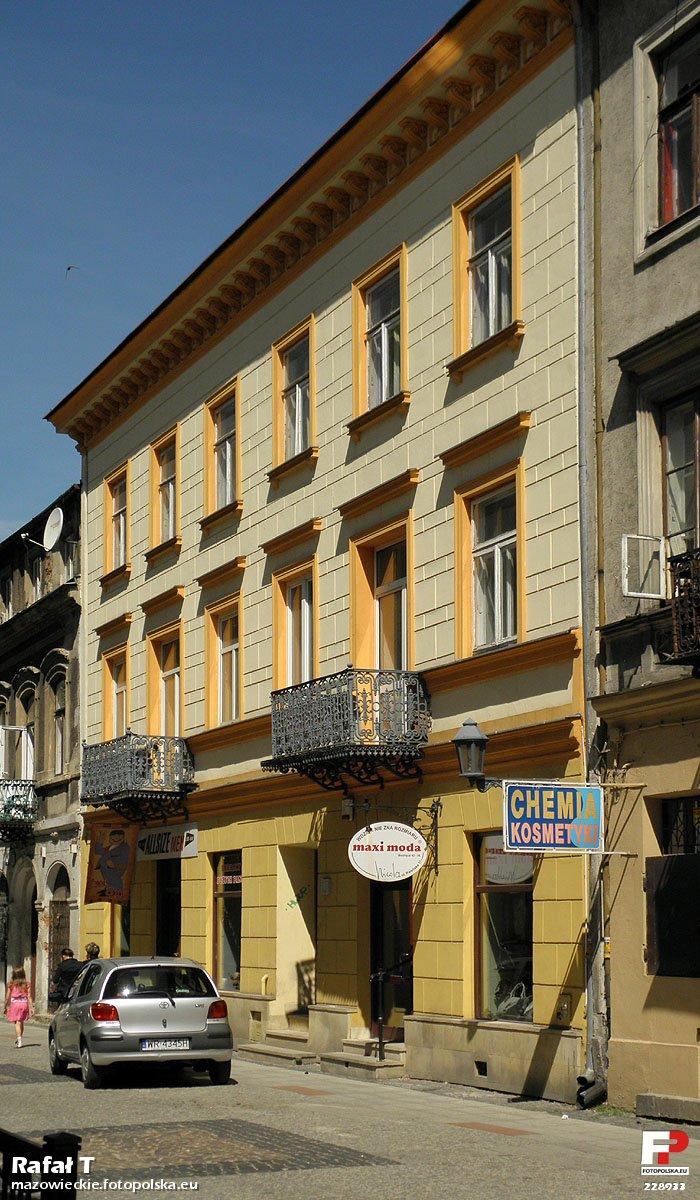
Kamienica przy Rwańskiej 17